# Al Freeman, Jr.

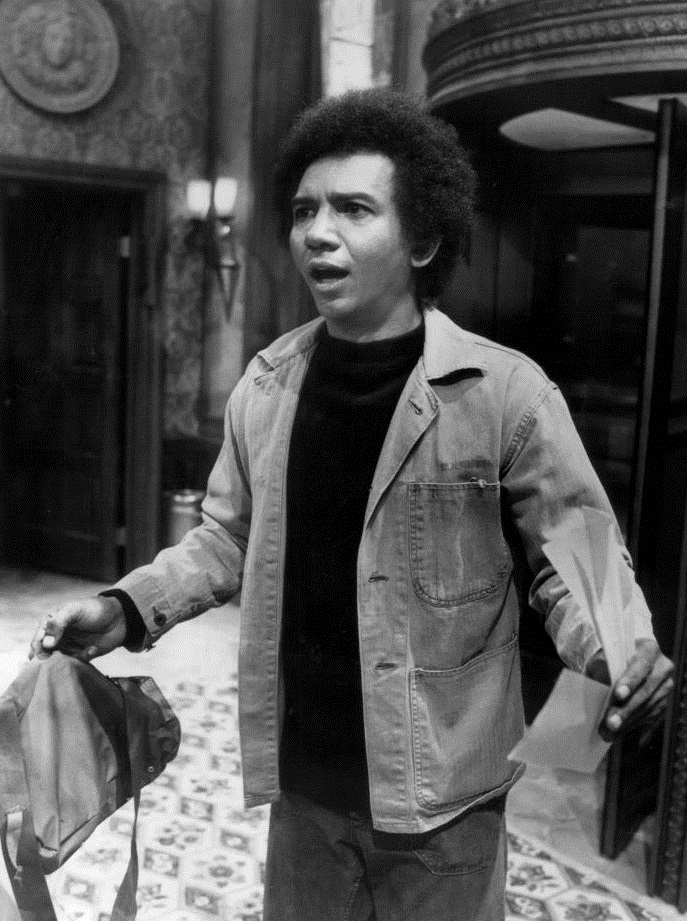
Al Freeman, Jr. (1975)

Albert Cornelius "Al" Freeman, Jr. (21 de marzo de 1934 - 9 de agosto de 2012) fue un actor y director estadounidense. Freeman apareció en numerosas películas, como My Sweet Charlie, Finian's Rainbow, y Malcolm X, y series de televisión como One Life to Live, The Cosby Show, Law & Order, Homicide: Life on the Street, Hot L. Baltimore, y The Edge of Night.

## Biografía
Freeman, Jr. nació en San Antonio, Texas, es hijo de Lottie Brisette Coleman y Albert Cornelius Freeman, un pianista de jazz.
Él es sobre todo reconocido por su interpretación del capitán de la policía Ed Hall en la telenovela de ABC, One Life to Live, una función que desempeñó desde 1972 hasta 1987, con papeles recurrentes en 1988 y 2000. Ganó un Premio Daytime Emmy por Mejor Actor Principal para ese papel en 1979, el primer actor de la serie, así como el primer actor afroamericano en ganar el premio. También fue director de One Life to Live, y fue uno de los primeros afroamericanos en dirigir una telenovela.
Después de salir de One Life to Live, Freeman apareció en la película de Down in the Delta. Sus créditos teatrales de Broadway incluyen Look to the Lilies, Blues for Mister Charlie, y Medea. Su interpretación del líder NOI Elijah Muhammad en la película Malcolm X le valió el Premio NAACP Image de 1995 como Mejor Actor de Reparto en una Película. Coincidentemente, él había interpretado previamente a Malcolm X en la miniserie de 1979, Roots: The Next Generations.
Él enseñó actuación en la Universidad Howard en Washington D. C.. Freeman murió el 9 de agosto de 2012 en Washington D. C., a la edad de 78 años.

## Filmografía seleccionada
- Dutchman (1967)
- Finian's Rainbow (1968)
- My Sweet Charlie (1970)
- Malcolm X (1992)
- Asalto a West Point: El consejo de guerra a Johnson Whittaker (1994)
- Down in the Delta (1998)